# ¿Quién se ha llevado mi queso?
¿Quién se ha llevado mi queso? Una manera sorprendente de afrontar el cambio en el trabajo y en la vida privada (en inglés: Who Moved My Cheese? An Amazing Way to Deal with Change in Your Work and in Your Life), publicado en 1998, es un libro de motivación escrito por el estadounidense Spencer Johnson en el estilo de una parábola y alegoria.
Describe el cambio en el trabajo y la vida, y cuatro típicas reacciones (resistirse al cambio por miedo a algo peor, aprender a adaptarse cuando se comprende que el cambio puede conducir a algo mejor, detectar pronto el cambio y finalmente apresurarse hacia la acción) al citado cambio con dos ratones, dos "liliputienses", y sus búsquedas de queso. Un superventas empresarial de New York Times desde el lanzamiento, ¿Quién se ha llevado mi queso? permaneció en la lista por casi cinco años y pasó en torno a doscientas semanas en la lista de no ficción de pasta dura de Publishers Weekly.

## Argumento
La narración comienza presentando a los cuatro protagonistas de la fábula: los ratones "Fisgón" (en otras ediciones Oliendo) y "Escurridizo" (en otras ediciones Corriendo) y los liliputienses "Hem (Kif)" y "Haw (Kof)" y sus búsquedas de queso en un laberinto que representa el mundo real. Los ratones buscan un queso simple, mientras que los liliputienses buscan un Queso con mayúscula que representa cualquier cosa que queramos alcanzar (la felicidad, el trabajo, el dinero, el amor).